# 喬科萊特設鎮區 (密歇根州)
喬科萊特設鎮區（英語：Chocolay Charter Township）是位於美國密歇根州馬凱特縣的一個特設鎮區。

## 地方資料
喬科萊特設鎮區的面積為157.50平方千米，當中陸地面積為152.80平方千米，而水域面積為4.70平方千米。根據2020年美國人口普查的數據，當地共有人口5899人，而人口密度為每平方千米37.45人。